# Roman Haider

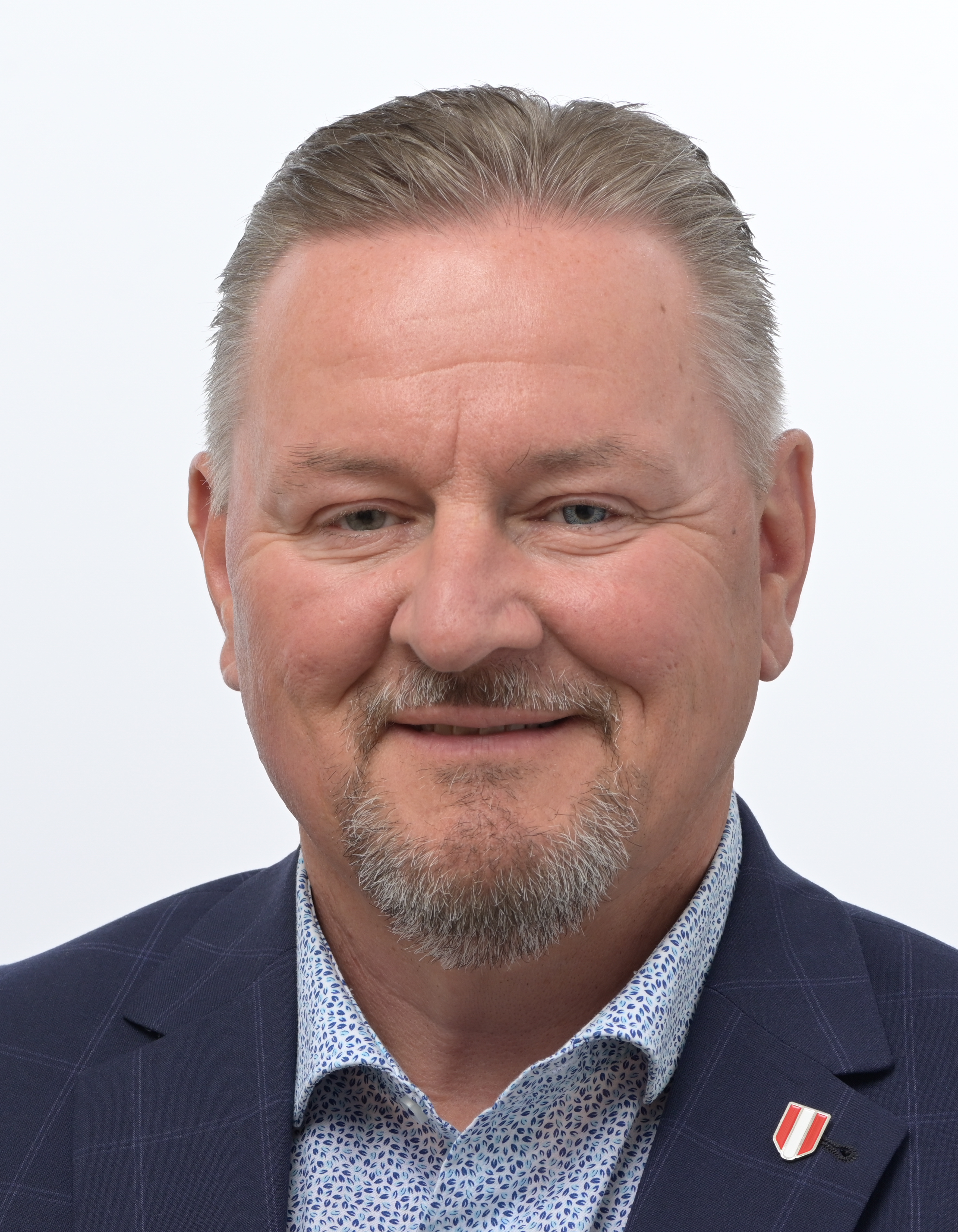
Roman Haider (2024)

Roman Haider (* 13. April 1967 in Grieskirchen) ist ein österreichischer Politiker (FPÖ). Von 2008 bis 2019 war er Abgeordneter zum österreichischen Nationalrat, seit dem 2. Juli 2019 ist er Mitglied des Europäischen Parlaments.

## Leben
Haider besuchte nach der Volksschule das Akademische Gymnasium in Linz Spittelwiesen und wechselte danach auf das Bundesoberstufenrealgymnasium Linz Blütengasse. Nach der Matura 1986 studierte er Betriebswirtschaftslehre an der Johannes Kepler Universität Linz und schloss sein Studium 1997 mit dem akademischen Grad Mag. rer.soc.oec. ab. Haider leistete 1993 und 1994 seinen Präsenzdienst ab und absolvierte von 1989 bis 1990 eine Kommunikationstrainerausbildung. Er ist seit 1990 als Kommunikationstrainer tätig und wurde 1997 Geschäftsführer im Bereich Unternehmensberatung und Markt- und Meinungsforschung. Seit 2000 ist er zudem Unternehmensberater.

### Politik
Haider war von 1990 bis 1997 Landesobmann des Ring Freiheitlicher Jugend (RFJ) in Oberösterreich und von 1990 bis 1993 Mitglied des Landesparteivorstandes der FPÖ Oberösterreich. Zwischen 1995 und 1997 war er Bundesobmann des RFJ Österreichs. Des Weiteren engagierte sich Haider in der Lokalpolitik. Er ist seit 1991 Gemeinderat in Aschach an der Donau und wurde 1993 in den Gemeindevorstand sowie zum Ortsparteiobmann der FPÖ Aschach gewählt. 2005 übernahm er die Funktion des Landesfinanzreferenten und wurde 2006 Landesschulungsreferent sowie Delegierter zum Wirtschaftsparlament der Wirtschaftskammer der FPÖ-Oberösterreich. Bei der Nationalratswahl 2008 erreichte Haider ein Mandat über die FPÖ-Landesliste Oberösterreich und wurde am 28. Oktober 2008 als Abgeordneter angelobt. Er war Bereichssprecher für Tourismus im FPÖ-Parlamentsklub. Als Schwerpunkte seiner Abgeordnetentätigkeit nannte er jedoch die Bereiche Wirtschaft, Budget und Finanzen.
Im März 2017 intervenierte Haider telefonisch wegen einer seiner Meinung nach unpassenden inhaltlichen Verknüpfung von FPÖ und Burschenschaften bei einer laufenden Vortragsveranstaltung an der Schule seines Sohnes. Die Veranstaltung wurde daraufhin durch die Schuldirektion abgebrochen. Dieser Vorfall führte zu öffentlichen Diskussionen. Der Abbruch war laut dem Oberösterreichischen Landesschulrat nicht zulässig.
Haider ist Alter Herr und Vize-Obmann der Pennal-conservativen Burschenschaft Donauhort zu Aschach, sowie Alter Herr der Pennalen Burschenschaft Hohenstaufen zu Linz, zweier schlagender Schülerverbindungen im ÖPR. Er ist Gründungsmitglied und Vorsitzender der Schutzgemeinschaft österreichischer Wirtshauskultur, die sich insbesondere gegen ein Rauchverbot (siehe Nichtraucherschutz) in gastronomischen Betrieben engagiert. Er sprach sich im Nationalrat gegen ein absolutes Rauchverbot in der Gastronomie aus, das er als „staatssozialistische Bevormundung“ bezeichnete. Er ist Kassier der Österreichisch-Albanischen Gesellschaft.
Bei der Europawahl in Österreich 2019 kandidierte er für die FPÖ auf dem vierten Listenplatz. Nach Mandatsverzicht von Heinz-Christian Strache und Petra Steger zog er mit der konstituierenden Sitzung des 9. Europäischen Parlamentes am 2. Juli 2019 als österreichischer Abgeordneter ins Europäische Parlament ein. Sein Nationalratsmandat übernahm Sandra Wohlschlager.

### Persönliches
Roman Haider ist verheiratet und Vater dreier Kinder. Mit dem verstorbenen FPÖ- und BZÖ-Politiker und Landeshauptmann von Kärnten Jörg Haider ist Roman Haider nicht verwandt.